# أحمد بن خليفة بن سلمان آل خليفة
أحمد بن خليفة بن سلمان آل خليفة من عائلة آل خليفة الحاكمة في مملكة البحرين. والده هو خليفة بن سلمان بن حميد آل خليفة.

## السيرة الذاتية
حصل على الشهادة الثانوية العامة من مدرسة الشيخ عبد العزيز بن محمد آل خليفة الثانوية للبنين في عام 1988. حصل على شهادة من كلية الإدارة الصناعية من جامعة الملك فهد للبترول والمعادن بالسعودية عام 1989. حصل على شهادة البكالوريوس في علم الكمبيوتر والمحاسبة من جامعة البحرين عام 1994. حصل على دبلوم عال في الإدارة التنفيذية والقيادة الإستراتيجية من جامعة كولومبيا بالولايات المتحدة عام 1997. خضع لدورة تدريبية في تحليل الاعتمادات الائتمانية في لندن ببريطانيا في أكتوبر 1997.
عمل مساعد مدير تحليل بيانات الزبائن بالمؤسسة العربية المصرفية من 1995 إلى 1997 ثم مساعد مدير قسم التسويق من أكتوبر 1997 إلى يوليو 1998 ثم رئيس مكتب المؤسسة العربية المصرفية في أبوظبي من يوليو 1998 إلى ديسمبر 1999 ثم عمل في مكتب الوزير بوزارة خارجية مملكة البحرين من ديسمبر 1999 إلى فبراير 2000 ثم سفير فوق العادة ومفوض لمملكة البحرين لدى دولة الإمارات العربية المتحدة من فبراير 2000 إلى يناير 2006. ثم عمل أمين عام مجلس الدفاع الأعلى بدرجة وزير من يناير 2006 إلى أكتوبر 2008. وصل إلى رتبة مقدم في قوة دفاع البحرين. في أغسطس 2009 تم تعيينه مستشار لشئون المجتمع لولي العهد بدرجة وزير.

## التكريم
- وسام الشيخ عيسى بن سلمان من الدرجة الثالثة عام 2003.
- وسام الاستقلال من الدرجة الأولى من دولة الإمارات العربية المتحدة عام 2006.